# Карачёвщина
Карачёвщина (бел. Карачоўшчына, пол. Karaczewszczyzna) — деревня в Сморгонском районе Гродненской области Белоруссии.
Входит в состав Кревского сельсовета.
Расположена у юго-восточной границы района к северу от лесного массива, рядом с истоком реки Буянка. Расстояние до районного центра Сморгонь по автодороге — около 26,5 км, до центра сельсовета агрогородка Крево по прямой — чуть менее 10,5 км. Ближайшие населённые пункты — Жменьки, Лоск, Чаботки. Площадь занимаемой территории составляет 0,239 км², протяжённость границ 4830 м.

## История
Деревня отмечена на карте Шуберта (середина XIX века) под названием Корочевщизна в составе Беницкой волости Ошмянского уезда Виленской губернии. Согласно описи 1866 года Карачёвщина насчитывала 4 двора и 26 жителей православного вероисповедания..
После Советско-польской войны, завершившейся Рижским договором, в 1921 году Западная Белоруссия отошла к Польской Республике и деревня была включена в состав новообразованной сельской гмины Беница Молодечненского повета Виленского воеводства.
В 1938 году Карачёвщина состояла из хозяйства лесничего и деревни, насчитывавших 1 дым (двор) и 6 душ, 13 дымов и 70 душ соответственно.
В 1939 году, согласно секретному протоколу, заключённому между СССР и Германией, Западная Белоруссия оказалась в сфере интересов советского государства и её территорию заняли войска Красной армии. Деревня вошла в состав новообразованного Сморгонского района Вилейской области БССР. После реорганизации административного-территориального деления БССР деревня была включена в состав новой Молодечненской области в 1944 году. В 1960 году, ввиду новой организации административно-территориального деления и упразднения Молодечненской области, Карачёвщина вошла в состав Гродненской области.

## Население
| 1866 | 1938 | 1999 | 2009 |
| ---- | ---- | ---- | ---- |
| 26   | 76   | 29   | 12   |

## Транспорт
Через деревню проходит автодорога местного значения Н7994 Римтели — Карачёвщина.
Через деревню проходят регулярные автобусные маршруты:
- Молодечно — Боруны
- Сморгонь — Римтели